# Liste der Baudenkmäler in Bad Endorf

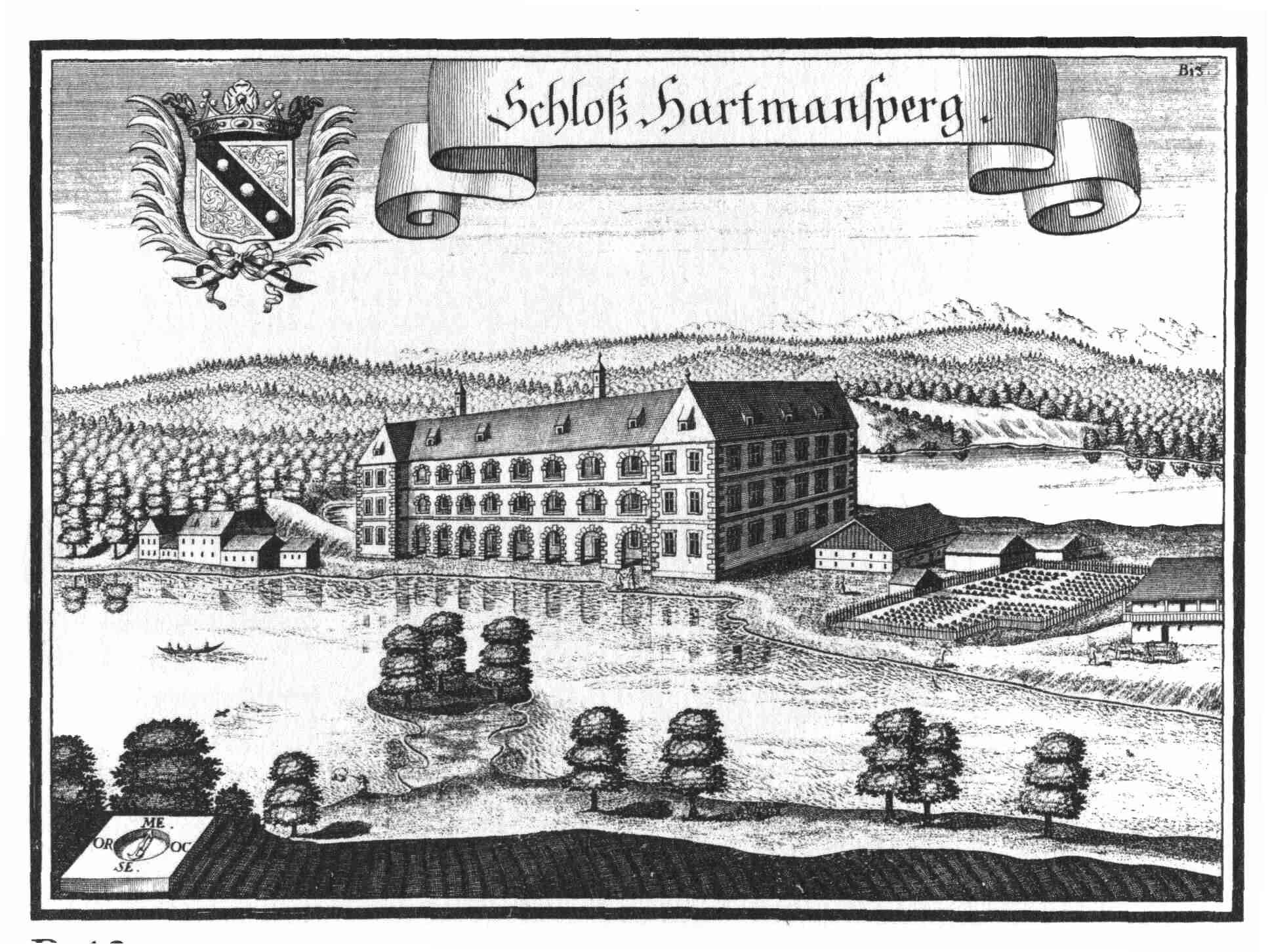
Stich des Schlosses Hartmannsberg

Auf dieser Seite sind die Baudenkmäler in dem oberbayerischen Markt Bad Endorf zusammengestellt. Diese Tabelle ist eine Teilliste der Liste der Baudenkmäler in Bayern. Grundlage ist die Bayerische Denkmalliste, die auf Basis des Bayerischen Denkmalschutzgesetzes vom 1. Oktober 1973 erstmals erstellt wurde und seither durch das Bayerische Landesamt für Denkmalpflege geführt wird. Die folgenden Angaben ersetzen nicht die rechtsverbindliche Auskunft der Denkmalschutzbehörde.

## Baudenkmäler nach Ortsteilen

### Bad Endorf
| Lage                              | Objekt                              | Beschreibung | Akten-Nr.              | Bild           |
| --------------------------------- | ----------------------------------- | --- | ---------------------- | -------------- |
| Bahnhofplatz 3 (Standort)         | Gasthof                             | Langgestreckter dreigeschossiger Satteldachbau mit je einem Dreiecks- und Zinnengiebelrisalit sowie Putzgliederung, im Stil der Maximilianszeit, um 1860/70                            | D-1-87-128-1 Wikidata  | Gasthof        |
| Bahnhofstraße 26 (Standort)       | Wohn- und Geschäftshaus             | Dreigeschossiger Satteldachbau mit Eckerkern mit Haubendächern und Putzgliederung, Ende 19. Jahrhundert                                                                                | D-1-87-128-2 Wikidata  | weitere Bilder |
| Bahnhofstraße 37 (Standort)       | Gasthof                             | Dreigeschossiger Massivbau mit flachem Walmdach, Putzgliederungen und Eisenbalkonen, letztes Viertel 19. Jahrhundert                                                                   | D-1-87-128-3 Wikidata  | Gasthof        |
| Chiemseeweg 5 (Standort)          | Wegkapelle                          | Satteldachbau mit Rundbogennische, 19. Jahrhundert; mit Ausstattung | D-1-87-128-4 Wikidata  | weitere Bilder |
| Eisenbartlinger Weg 11 (Standort) | Stadel                              | Bundwerkstadel mit Flachdach, erstes Drittel 19. Jahrhundert, und zwei überbauten Getreidekästen, Blockbau, der untere 16./17. Jahrhundert                                             | D-1-87-128-5 Wikidata  | Stadel         |
| Kirchplatz 1 (Standort)           | Katholische Pfarrkirche St. Jakobus | Saalbau mit Satteldach, Nordturm mit Zwiebelhaube und Putzgliederung, neuromanisch, 1855 nach Plänen von Albert Lucas errichtet; mit Ausstattung                                       | D-1-87-128-6 Wikidata  | weitere Bilder |
| Wasserburger Straße 4 (Standort)  | Pfarrhaus                           | Villenartiger zweigeschossiger Massivbau mit Krüppelwalmdach, Zwerchhaus und reicher neubarocker Putzgliederung, 1901–02 erbaut                                                        | D-1-87-128-70 Wikidata | Pfarrhaus      |
| Wendelsteinweg 14 (Standort)      | Landhaus                            | Zweigeschossiger Flachsatteldachbau mit giebelseitigem Terrassenvorbau mit Obergeschoss-Loggia und hölzerner Hochlaube, um 1908–10                                                     | D-1-87-128-60 Wikidata | Landhaus       |
| Wendelsteinweg 16 (Standort)      | Landhaus                            | Eingeschossiger Flachsatteldachbau auf hohem Sockelgeschoss, mit seitlichem Quergiebel-Vorbau, Eckerker, Veranda, hölzerner Hochlaube, Sterntür und Wandmalerei, bezeichnet mit „1910“ | D-1-87-128-61 Wikidata | Landhaus       |

### Antwort
| Lage                               | Objekt                                         | Beschreibung | Akten-Nr.              | Bild                                         |
| ---------------------------------- | ---------------------------------------------- | --- | ---------------------- | -------------------------------------------- |
| Grafmühlweg 4 (Standort)           | Ehemaliges Zuhaus der Mühle                    | Zweigeschossiger Satteldachbau mit Putzgliederungen, nach Mitte 19. Jahrhundert | D-1-87-128-63 Wikidata | Ehemaliges Zuhaus der Mühle                  |
| Hirnsberger Straße 48 (Standort)   | Bauernhaus                                     | Einfirsthof, zweigeschossiger Flachsatteldachbau mit Putzgliederungen und Heiligennischen, Firstpfette bezeichnet mit „1815“ | D-1-87-128-11 Wikidata | weitere Bilder                               |
| Hirnsberger Straße 50 (Standort)   | Filial- und Wallfahrtskirche Mariä Himmelfahrt | Saalbau mit Satteldach, Westturm mit Welscher Haube, südlicher Sakristei und Vorhalle, barock, 1687–88 von Lorenzo Sciasca, 1747 Rokoko-Ausgestaltung, 1889 Sakristei; mit Ausstattung Friedhofsummauerung, 17./18. Jahrhundert | D-1-87-128-10 Wikidata | weitere Bilder                               |
| Nähe Hirnsberger Straße (Standort) | Pestsäule                                      | Tuffstein gemauert mit Nische, wohl 18. Jahrhundert | D-1-87-128-73          | BW                                           |
| Lohebergweg 1 (Standort)           | Ehemaliges Bauernhaus                          | Hakenhof, zweigeschossiger Flachsatteldachbau, im Kern vor 1700, später überformt, mit reichem Bundwerk am Wirtschaftsteil, erstes Drittel 19. Jahrhundert                                                                      | D-1-87-128-12 Wikidata | Ehemaliges Bauernhaus                        |
| Lohebergweg 5 (Standort)           | Mühle, sogenannte Siferlingersche Kunstmühle   | Einfirstanlage, stattlicher zweigeschossiger Flachsatteldachbau mit Kniestock, 1820 (an Firstpfette bezeichnet) über älterem Kern, überformt „1908“ (an Mittelpfette bezeichnet); mit technischer Ausstattung                   | D-1-87-128-13 Wikidata | Mühle, sogenannte Siferlingersche Kunstmühle |
| Lohebergweg 10 (Standort)          | Mühlgebäude                                    | Alter Teil, bezeichnet mit „1856“ Getreidekasten, Blockbau mit Flachsatteldach, 17. Jahrhundert Bundwerkstadel, 1820 | D-1-87-128-14 Wikidata | weitere Bilder                               |

### Hemhof
| Lage                                                  | Objekt                               | Beschreibung | Akten-Nr.              | Bild |
| ----------------------------------------------------- | ------------------------------------ | --- | ---------------------- | ---- |
| Dorfweg 3 (Standort)                                  | Bauernhaus                           | Einfirsthof, zweigeschossiger Flachsatteldachbau, im Kern 16./17. Jahrhundert, Firstbalken bezeichnet mit „1855“, mit freigelegter Bemalung des 18. Jahrhunderts und Bundwerk am Wirtschaftsteil | D-1-87-128-22 Wikidata | BW   |
| Hauptstraße 21; Am Anger 1; Hauptstraße 23 (Standort) | Bauernhaus                           | Einfirsthof, zweigeschossiger Flachsatteldachbau mit Hochlaube, 1740 Ehemaliger Stadel, Bundwerkstadel mit Flachsatteldach und Bemalung, 1850                                                    | D-1-87-128-24 Wikidata | BW   |
| Ledererberg 4 (Standort)                              | Wohnteil des ehemaligen Bauernhauses | Zweigeschossiger Flachsatteldachbau mit Blockbau-Obergeschoss, Laube und geschnitzter Tür, erste Hälfte 18. Jahrhundert                                                                          | D-1-87-128-25 Wikidata | BW   |
| Seestraße 1 (Standort)                                | Bauernhaus und Gasthaus              | Einfirsthof, zweigeschossiger Flachsatteldachbau mit Hochlaube und Lüftlmalereien, zweite Hälfte 18. Jahrhundert                                                                                 | D-1-87-128-23 Wikidata | BW   |

### Hirnsberg
| Lage                    | Objekt                                      | Beschreibung | Akten-Nr.              | Bild           |
| ----------------------- | ------------------------------------------- | --- | ---------------------- | -------------- |
| Hirnsberg 2 (Standort)  | Bauernhaus                                  | Einfirsthof, zweigeschossiger Flachsatteldachbau aus unverputztem Bruchsteinmauerwerk mit profilierten Balkenköpfen, Malereien auf der Schalung, Rundbogenöffnungen, Hochlaube und Bundwerk am Wirtschaftsteil, an der Firstpfette bezeichnet mit „1841“                                                       | D-1-87-128-29 Wikidata | BW             |
| Hirnsberg 6 (Standort)  | Ehemaliges Kleinbauernhaus                  | Zweigeschossiger Flachsatteldachbau mit einfachem Bundwerkgiebel und Hochlaube, zweites Viertel 19. Jahrhundert | D-1-87-128-30 Wikidata | BW             |
| Hirnsberg 33 (Standort) | Katholische Kuratiekirche Mariä Himmelfahrt | Saalbau aus teils unverputztem Bruchsteinmauerwerk mit Satteldach und Südturm mit Schopfwalmdach und Farbsteinchen im Fugenmörtel, spätgotisch, Neubau Ende 15. Jahrhundert, Turm älter, 1496 Weihe, 1693 Dachstuhl, 1717 Turmobergeschoss, 1743 durch Wolf Ganterer Umgestaltung des Inneren; mit Ausstattung | D-1-87-128-28 Wikidata | weitere Bilder |
| Hirnsberg 34 (Standort) | Ehemaliges Schulhaus, jetzt Kindergarten    | Hakenförmiger zweigeschossiger Walmdachbau mit Segmentbogenfenstern, biedermeierlich, Ende 19. Jahrhundert | D-1-87-128-66 Wikidata | BW             |

### Jolling
| Lage                                                 | Objekt                          | Beschreibung                                                                                     | Akten-Nr.              | Bild |
| ---------------------------------------------------- | ------------------------------- | ------------------------------------------------------------------------------------------------ | ---------------------- | ---- |
| Englinger Feld (Standort)                            | Brunnen                         | Altertümliche Brunneneinfassung mit Blockbau-Einfassung, Gehäuse und Drehkurbel, 18. Jahrhundert | D-1-87-128-37 Wikidata | BW   |
| Jolling 4 (Standort)                                 | Stadel                          | Stattlicher Bundwerkstadel mit bemalten Toren, um Mitte 19. Jahrhundert                          | D-1-87-128-34 Wikidata | BW   |
| Jolling 5 (Standort)                                 | Kleinbauernhaus                 | Mit Bundwerkgiebel, Anfang 19. Jahrhundert                                                       | D-1-87-128-35 Wikidata | BW   |
| Oberfeld nordwestlich in der Flur Jolling (Standort) | Bildstock, sogenannte Pestsäule | An der Stelle abgerissenen Filialkirche St. Ulrich, Granitsäule, bezeichnet mit „1708“           | D-1-87-128-38 Wikidata | BW   |

### Kurf
| Lage               | Objekt                     | Beschreibung | Akten-Nr.              | Bild           |
| ------------------ | -------------------------- | --- | ---------------------- | -------------- |
| In Kurf (Standort) | Bundwerkstadel             | Mit überbautem, zweigeschossigem Getreidekasten in Blockbauweise, 17. und Ende 18. Jahrhundert (abgerissen)                                                       | D-1-87-128-40 Wikidata | BW             |
| Kurf 2 (Standort)  | Bundwerkstadel             | Mit Flachsatteldach, erste Hälfte 19. Jahrhundert | D-1-87-128-41 Wikidata | weitere Bilder |
| Kurf 6 (Standort)  | Stattlicher Bundwerkstadel | Mit Flachsatteldach, zwei Durchfahrten und jeweils zweiflügeligen Türen, nach Westen im Obergeschoss Getreidekasten in Blockbauweise, wohl frühes 19. Jahrhundert | D-1-87-128-67 Wikidata | weitere Bilder |

### Stephanskirchen
| Lage                         | Objekt                                              | Beschreibung | Akten-Nr.              | Bild           |
| ---------------------------- | --------------------------------------------------- | --- | ---------------------- | -------------- |
| Stephanskirchen 7 (Standort) | Ehemaliger Gasthof in Form eines Einfirsthofes      | Zweigeschossiger Flachsatteldachbau mit Bundwerk am Wirtschaftsteil, Firstpfette und Wirtschaftsteil bezeichnet mit „1848“                                                                | D-1-87-128-26 Wikidata | weitere Bilder |
| Stephanskirchen 7 (Standort) | Stadel                                              | Bundwerkstadel mit Flachsatteldach von Anton Mutterer mit Bemalung, bezeichnet mit „1840“                                                                                                 | D-1-87-128-68 Wikidata | BW             |
| Stephanskirchen 9 (Standort) | Katholische Kuratiekirche St. Rupert und Laurentius | Saalbau mit Satteldach und Westturm mit Spitzhelm, neugotisch, 1895–97 nach Plänen von August Mitterer und Änderungen durch Josef Elsner, 1946 Turm von Friedrich Haindl; mit Ausstattung | D-1-87-128-51 Wikidata | weitere Bilder |

### Teisenham
| Lage                    | Objekt                                              | Beschreibung | Akten-Nr.              | Bild |
| ----------------------- | --------------------------------------------------- | --- | ---------------------- | ---- |
| Teisenham 10 (Standort) | Dreiseithof                                         | repräsentative zweigeschossige Anlage mit Satteldächern, um 1900, Wohnstallhaus (Nordflügel), mit segmentbogigen Fenstern, Lauben und Putzgliederungen, rückwärtiger Stallbereich mit Gewölben, Stallstadel (Westflügel), mit Putzgliederungen, im Inneren mit Gewölben, Stadel mit Tennenhochfahrt (Südflügel), unverputzter Mischmauerwerksbau mit runden Fensteröffnungen, Obergeschoss holzverschalt; Austrags- oder Gesindehaus, zweigeschossiger Satteldachbau, gleichzeitig. | D-1-87-128-71 Wikidata | BW   |
| Teisenham 11 (Standort) | Katholische Filialkirche St. Michael                | Saalbau mit Satteldach, oktogonalem Westturm mit Zwiebel und östlicher Sakristei, barock, auf romanischen Grundmauern, 1699–1701 von Paul Steindlmüller nach Riss von Giulio Zuccalli vereinfacht erbaut, 1739 von Matthias Kronast Turmzwiebel; mit Ausstattung | D-1-87-128-52 Wikidata | BW   |
| Teisenham 12 (Standort) | Bauernhaus                                          | Einfirsthof, zweieinhalbgeschossiger Flachsatteldachbau mit Rundbogenöffnungen und -fenstern, traufseitiger Eisenbalkon sowie Bundwerk am Wirtschaftsteil, um 1870–85 | D-1-87-128-54 Wikidata | BW   |
| Teisenham 12 (Standort) | Zugehörig kleiner Bundwerkstadel mit Getreidekasten | Anfang 19. Jahrhundert | D-1-87-128-53 Wikidata | BW   |

## Weitere Ortsteile
| Lage                                                                         | Objekt                                           | Beschreibung | Akten-Nr.              | Bild                                 |
| ---------------------------------------------------------------------------- | ------------------------------------------------ | --- | ---------------------- | ------------------------------------ |
| Batterberg Batterberg; an der Straße nach Endorf (Standort)                  | Bildstock                                        | Granitsäule, erste Hälfte 18. Jahrhundert | D-1-87-128-27 Wikidata | BW                                   |
| Bergham Bergham 6 (Standort)                                                 | Stadel                                           | Riegel-Bundwerkstadel mit Flachsatteldach, Ende 18. Jahrhundert | D-1-87-128-15 Wikidata | BW                                   |
| Dorfbach Dorfbach 4 (Standort)                                               | Barocke Heiligenfigur im Giebel des Bauernhauses | Zugehöriges Brechlbad, Satteldachbau mit Arkadenvorbau und südlicher Kapellennische, um 1850 | D-1-87-128-64 Wikidata | BW                                   |
| Dorfbach Mitterfeld in der Flur Dorfbach (Standort)                          | Feldkapelle, sogenannte Pestkapelle              | Kleiner Satteldachbau mit offener Nische, 19. Jahrhundert; westlich unterhalb Haus Nr. 4. | D-1-87-128-65 Wikidata | BW                                   |
| Eisenbartling Bergstraße 32 (Standort)                                       | Bauernhaus                                       | Einfirsthof, zweieinhalbgeschossiger Flachsatteldachbau aus unverputztem Bruchsteinmauerwerk mit giebelseitigen Rundbogenfenstern und Bundwerk am Wirtschaftsteil, um 1870–80 | D-1-87-128-16 Wikidata | BW                                   |
| Gaben Gaben 1 (Standort)                                                     | Wohnteil des ehemaligen Bauernhauses             | Zweigeschossiger Flachsatteldachbau mit Blockbau-Obergeschoss, dessen Südteil teils ausgemauert ist, und Legschindeldach, 17. Jahrhundert | D-1-87-128-17 Wikidata | BW                                   |
| Gries Gries 16 (Standort)                                                    | Ehemaliges Kleinbauernhaus                       | Mit Hochlaube und alten Fenstern, zweite Hälfte 18. Jahrhundert | D-1-87-128-18 Wikidata | BW                                   |
| Hartmannsberg Hartmannsberg 8; Hartmannsberg 9 (Standort)                    | Schloss Hartmannsberg                            | Dreigeschossiger Walmdachbau mit Putzgliederungen, barock, um 1685 erbaut Schlosskapelle, direkt an das Schloss angebaut, Satteldachbau mit hohem Dachreiter mit Zwiebelhaube, 1737; mit Ausstattung Wirtschaftsgebäude und Bundwerkstadel, zweigeschossiger Flachsatteldachbau mit teils Bundwerkwänden, 19. und frühes 20. Jahrhundert Parkanlage | D-1-87-128-19 Wikidata | weitere Bilder                       |
| Hartmannsberg In Hartmannsberg; östlich des Schlosses (Standort)             | Stadel                                           | Flachsatteldachbau mit massivem Sockel, Hochtenne, bemaltem Tenntor und Bundwerkfront, gegen Mitte 19. Jahrhundert | D-1-87-128-20 Wikidata | Stadel                               |
| Hofham Hofham 2 (Standort)                                                   | Stadel                                           | Mit Bundwerkgiebel und Getreidekasten in Blockbauweise im Obergeschoss, erstes Drittel 19. Jahrhundert | D-1-87-128-32 Wikidata | BW                                   |
| Holzen Hirnsberger Feld in der Flur Holzen; nordöstlich des Ortes (Standort) | Feldkapelle                                      | Walmdachbau mit offener Vorhalle, 18. Jahrhundert, 1946 neu errichtet; mit Ausstattung | D-1-87-128-33 Wikidata | weitere Bilder                       |
| Kreuzbichl Nähe Kreuzbichl; unterhalb der Straße nach Hirnsberg (Standort)   | Ölbergkapelle                                    | Steildachbau mit offener Nische, 18. Jahrhundert; mit Ausstattung | D-1-87-128-39 Wikidata | BW                                   |
| Landing In Landing (Standort)                                                | Stadel                                           | Bundwerkstadel mit Flachsatteldach, drittes Viertel 19. Jahrhundert, und überbautem Getreidekasten in Blockbauweise, 17. Jahrhundert | D-1-87-128-42 Wikidata | BW                                   |
| Letten Hofholz (Standort)                                                    | Ruine der sogenannten Burg Speckstein            | Erhalten der sogenannte Specker Turm, 13. Jahrhundert | D-1-87-128-69 Wikidata | BW                                   |
| Mauerkirchen i.Chiemgau Chiemseestraße 59 (Standort)                         | Stadel                                           | Großer Bundwerkstadel mit Flachsatteldach und gemauertem Erdgeschoss, bezeichnet mit „1815“ | D-1-87-128-45 Wikidata | BW                                   |
| Mauerkirchen i.Chiemgau Mauerkirchner Weg 8 (Standort)                       | Katholische Filialkirche St. Johannes und Paulus | Saalkirche mit Nordturm mit hohem Spitzhelm, spätgotisch, 1440 Presbyterium und Turmunterbau, 1466 von Jörg von Schnaitsee Langhaus unter Verwendung romanischer Nordmauer vollendet, 1496 Weihe, 1721 Turmoberbau; mit Ausstattung | D-1-87-128-44 Wikidata | weitere Bilder                       |
| Patersdorf Patersdorf 1 (Standort)                                           | Katholische Filialkirche St. Petrus              | Saalbau mit Satteldach, westlichem Giebeldachreiter und südlicher Sakristei, spätgotisch, 1494 erbaut, zweite Hälfte 17. Jahrhundert | D-1-87-128-46 Wikidata | BW                                   |
| Rain Rain 14 (Standort)                                                      | Mesnerhaus                                       | In Form eines Einfirsthofes, zweigeschossiger Flachsatteldachbau mit Hochlaube, Türstock bezeichnet mit „1828“ | D-1-87-128-49 Wikidata | BW                                   |
| Rain Rain 35 (Standort)                                                      | Katholische Filialkirche St. Andreas             | Saalbau mit Satteldach und oktogonalem Südturm mit Welscher Haube, spätgotisch, zweite Hälfte 15. Jahrhundert, errichtet unter Verwendung älterer Langhausmauern, zweite Hälfte 17. Jahrhundert, Turm, 19. Jahrhundert Verlängerung; mit Ausstattung Friedhofsmauer                                                                                 | D-1-87-128-48 Wikidata | Katholische Filialkirche St. Andreas |
| Thal Thal 2 (Standort)                                                       | Ehemalige Mühle                                  | Breitgelagerter Flachsatteldachbau mit Putzgliederungen, Wohn- und Wirtschaftsteil parallel zum First nebeneinander, im Kern 18. Jahrhundert | D-1-87-128-55 Wikidata | BW                                   |
| Thalkirchen Thalkirchen 17 b (Standort)                                      | Stadel                                           | Bundwerkstadel mit Flachsatteldach, Mitte 19. Jahrhundert, mit überbautem Getreidekasten in Blockbauweise des 18. Jahrhunderts | D-1-87-128-56 Wikidata | BW                                   |
| Thalkirchen Thalkirchen 20 (Standort)                                        | Stadel                                           | Bundwerkstadel mit Flachsatteldach, Riegelwänden, Bundwerk, zweite Hälfte 18. Jahrhundert, und überbautem Getreidekasten in Blockbauweise, 17. Jahrhundert | D-1-87-128-57 Wikidata | BW                                   |
| Ulperting Nähe Ulperting (Standort)                                          | Brechlbad                                        | Brechlbad; quadratischer Bau aus verputztem Bruchsteinmauerwerk unter Holzständerbau mit Satteldach, im Innern Backofen, Mitte 19. Jahrhundert | D-1-87-128-72          | BW                                   |

## Ehemalige Baudenkmäler
In diesem Abschnitt sind Objekte aufgeführt, die noch existieren und früher einmal in der Denkmalliste eingetragen waren, jetzt aber nicht mehr.

| Lage                                         | Objekt                                       | Beschreibung                                                                                         | Akten-Nr.              | Bild           |
| -------------------------------------------- | -------------------------------------------- | --- | ---------------------- | -------------- |
| Hofham Hofham 44 (Standort)                  | Bauernhaus                                   | Rückwärts bemaltes Bundwerk, um 1860                                                                 | D-1-87-128-31 Wikidata | BW             |
| Rankham Rankham 2 (Standort)                 | Gemälde und Figuren des 18. Jahrhunderts     | Aus der alten Kirche von Stephanskirchen                                                             | D-1-87-128-50 Wikidata | BW             |
| Bad Endorf Rosenheimer Straße 3 a (Standort) | Zum ehemaligen Dreiseithof gehörendes Zuhaus | Zweigeschossiger Satteldachbau mit Kniestock, Putzgliederung und Eisenbalkonen, Ende 19. Jahrhundert | D-1-87-128-8 Wikidata  | weitere Bilder |